# Mesoleius aglaia
Mesoleius aglaia is een vliesvleugelig insect uit de familie van de gewone sluipwespen (Ichneumonidae). De wetenschappelijke naam van de soort is voor het eerst geldig gepubliceerd in 1953 door H.G.M. Teunissen. De soort komt voor in Nederland; het holotype is afkomstig uit Valkenburg.